# نیکولز (کالیفرنیا)
نیکولز (به انگلیسی: Nichols) یک منطقهٔ مسکونی در ایالات متحده آمریکا است که در شهرستان کنترا کوستا، کالیفرنیا واقع شده‌است. نیکولز ۱۹ متر بالاتر از سطح دریا واقع شده‌است.